# Haus Zeller

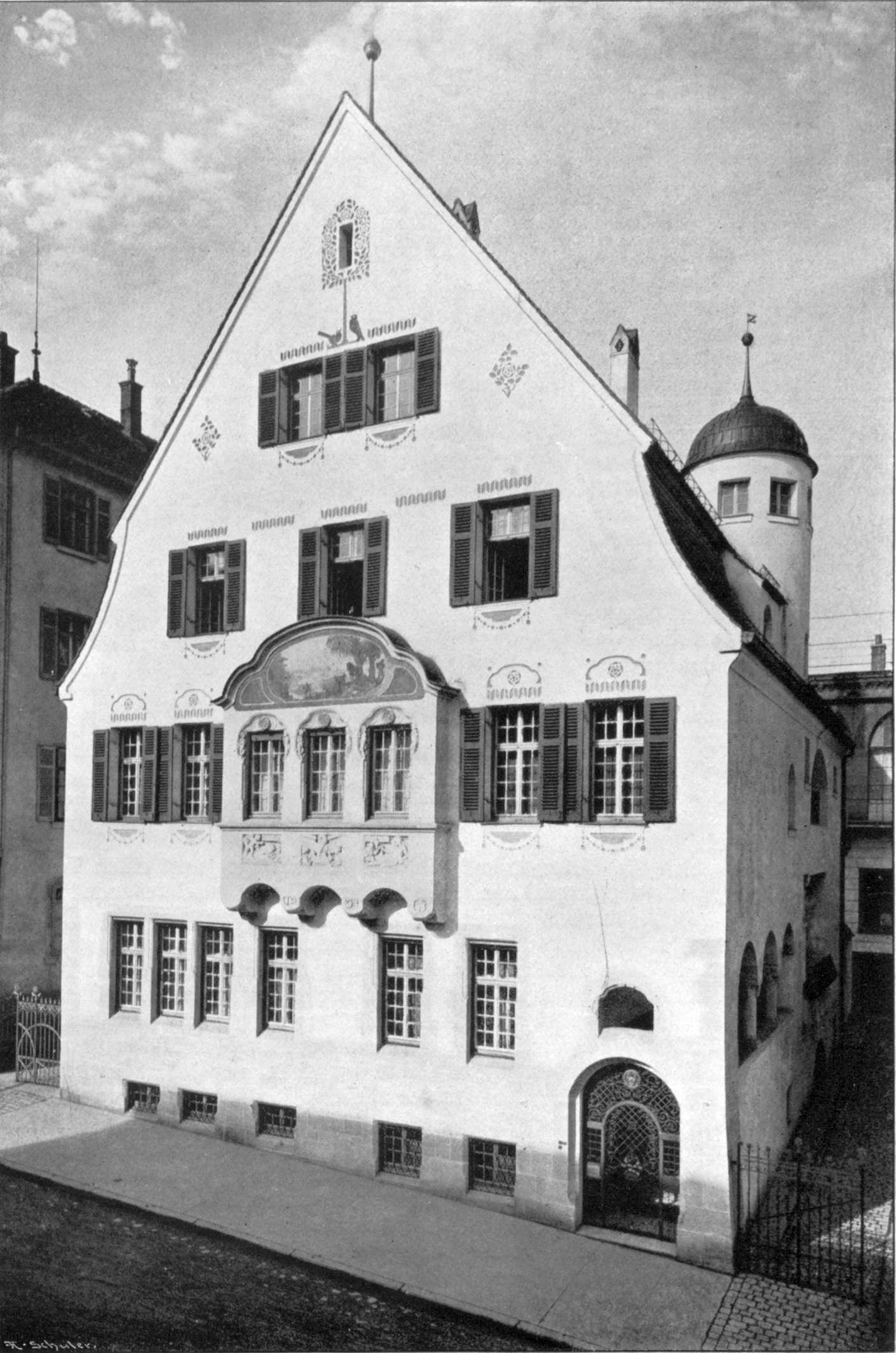
Haus Zeller

Das Haus Zeller war ein Wohn- und Arzthaus in Stuttgart in der Reinsburgstraße 20, das nach den Plänen des Architekten Theodor Fischer 1903 für den Arzt Dr. Albert Zeller erbaut wurde. Es wurde bei den Luftangriffen auf Stuttgart schwer beschädigt und die Ruine später abgetragen.

## Vorgeschichte
Der Architekt Theodor Fischer wurde 1901 von München nach Stuttgart als Professor für Baukunde berufen. Er studierte nach seiner Übersiedlung intensiv den vorgefundenen Stuttgarter Baubestand. 1903 trug er in einem Vortrag vor einem erlesenen Stuttgarter Publikum seine kritischen, provozierenden Beobachtungen vor. Entgegen der zeitgenössischen historistischen Strömung schwebte ihm „eine neue, an traditionelle Bauformen und gewachsene Plätze gebundene, künstlerische Raumkonzeption“ vor.
Fischers erstes Stuttgarter Bauwerk wurde das Haus Zeller, das als eine Art von „Musterhaus“ seine Ideen verkörpern sollte. Bauherr war Professor Dr. med. Albert Zeller (1853–1923), Vorstand der chirurgischen Abteilung des Marienhospitals in Stuttgart und Sohn des Theologen und Philosophen Eduard Zeller. Zeller besaß in der Reinsburgstraße 20 im Stuttgarter Westen ein freies Baugrundstück, auf dem Fischer ein Wohnhaus mit Praxisräumen errichten sollte. Das Grundstück befand sich zwischen „öden Mietskasernen“ aus dem letzten Viertel des 19. Jahrhunderts, die durch ihre phantasielose und gleichförmige Gestaltung Fischers kreativen Geist herausforderten.

## Beschreibung
Fischer, der aus München „reingeschmeckte“ Architekt präsentierte sich dem Stuttgarter Bürgertum mit einem Paukenschlag. Er stellte das Haus Zeller quer zu den traufständigen Häusern der Umgebung, indem er es mit der Giebelseite zur Straße ausrichtete. Die Monotonie der üblichen vierstöckigen Bauweise durchbrach er, indem er die beiden oberen Stockwerke unter einem geschwungenen, steilen Mansarddach integrierte. Insgesamt gewann das Haus gegenüber seinen Nachbarn durch Leichtigkeit und Eleganz. Mit dem altschwäbisch anmutenden Gebäude nahm Fischer eine Bauart vorweg, die sich ähnlich zwischen 1906 und 1909 bei der Stuttgarter Altstadtsanierung durchsetzte.

### Baukörper
Das Haus Zeller erhob sich über einer Grundfläche von 240 Quadratmetern auf einer Breite von 14 und in einer Tiefe von 17 Metern an der leicht ansteigenden Reinsburgstraße. Das unterkellerte Gebäude bestand neben den beiden unteren Stockwerken aus zwei Dachstockwerken. Hinter dem Haus erstreckten sich eine Terrasse und ein kleines Gartengrundstück. Der vorgeschriebene 3 Meter breite Bauwich trennte das Gebäude von den Nachbarhäusern.

### Fassaden
Die spitzgiebelige, hell verputzte Straßenfassade des Hauses mit ihrem reichen Bauschmuck setzte einen anmutigen Akzent gegen das Grau-in-Grau der anrainenden Häuser. Die sonst aus Kostengründen im unansehnlichen Rohzustand verbleibenden Hinter- und Nebenfassaden wurden ebenfalls mit einem fröhlichen, hellen Verputz versehen. Den Blickfang der Beletage bildete im ersten Obergeschoss ein prachtvoller, dreiachsiger Mittelerker, der ebenso wie Sockel und Erdgeschoss in gelblichweißem Sandstein gehalten war.
Die Fenster wurden nicht gleichförmig an- und übereinandergereiht, sondern waren im Erdgeschoss unregelmäßig und in den Obergeschossen rhythmisch angeordnet. Der rundbogige Hauseingang befand sich an der rechten Seite der Vorderfront. Eine kunstvolle, schmiedeeiserne Tür mit dem Rosenmotiv des Zellerschen Familienwappens, ein Werk des Stuttgarter Schlossermeisters Albert Irion, gab den Weg frei in die Eingangshalle, die über eine Treppe zur Arztpraxis und in die Wohnräume führte.
Die rechte Seitenfassade bildete eine freundliche, zweite Schauseite, die den sonst üblicherweise finsteren Bauwich aufwertete durch ihren hellen Verputz, die drei offenen Arkaden der Eingangshalle, einen kleinen Erker im 1. Obergeschoss, eine doppelstöckige offene Loggia und nicht zuletzt durch das runde Treppentürmchen, das mit seiner Glockenhaube aus dem Mansarddach herausragte.

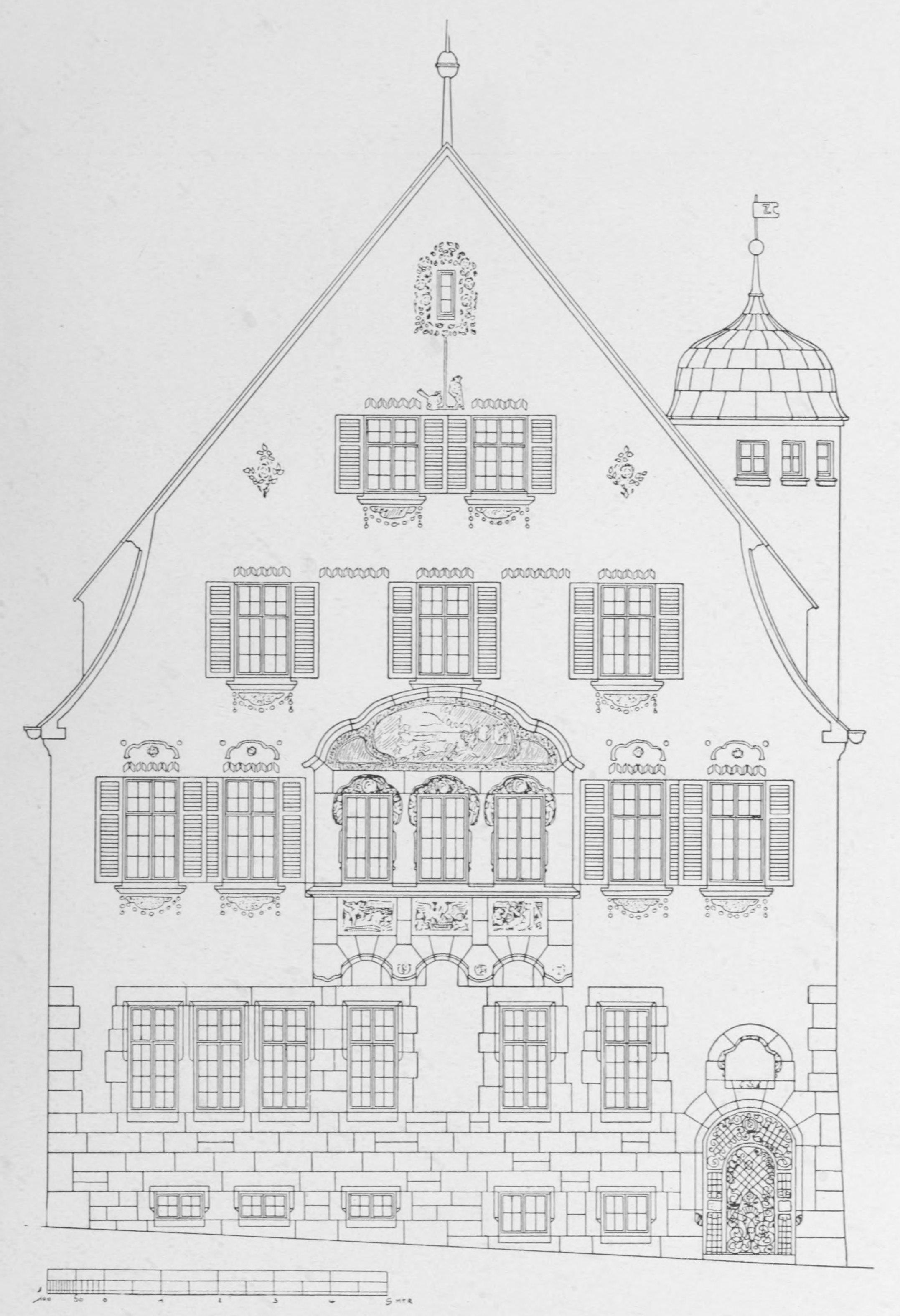
Vorderansicht
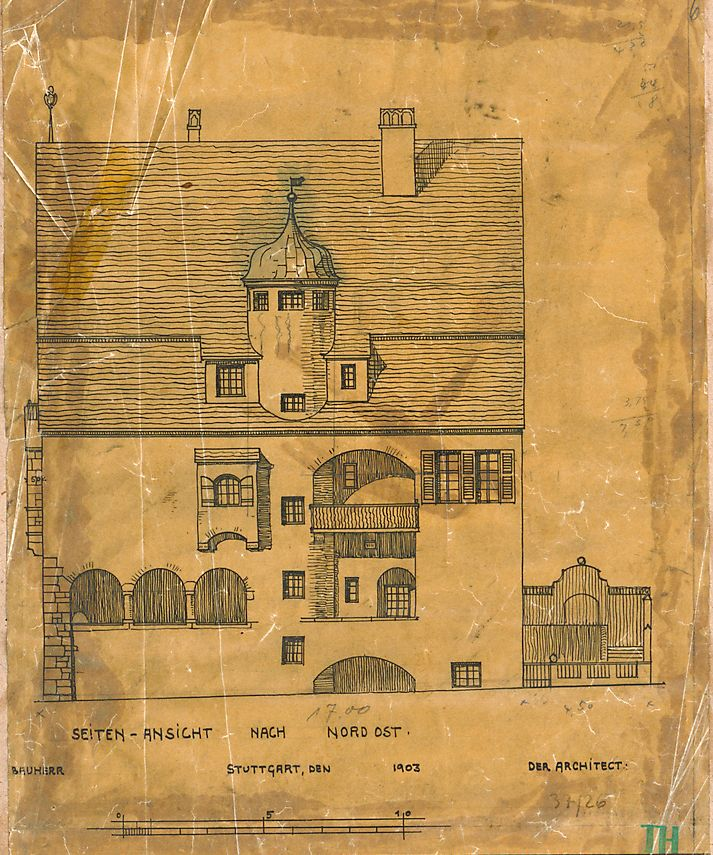
Rechte Seitenfassade
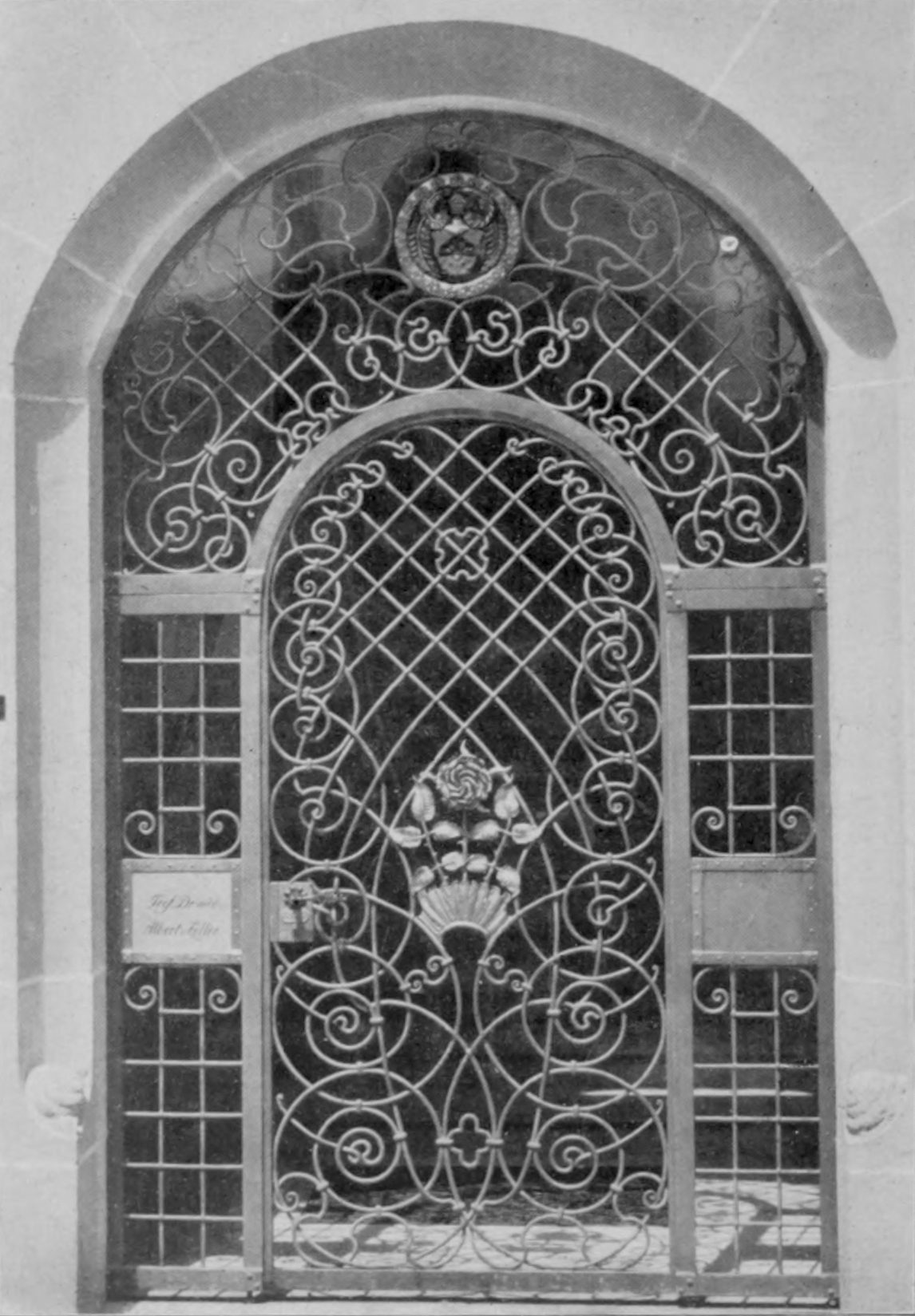
Eingangstür
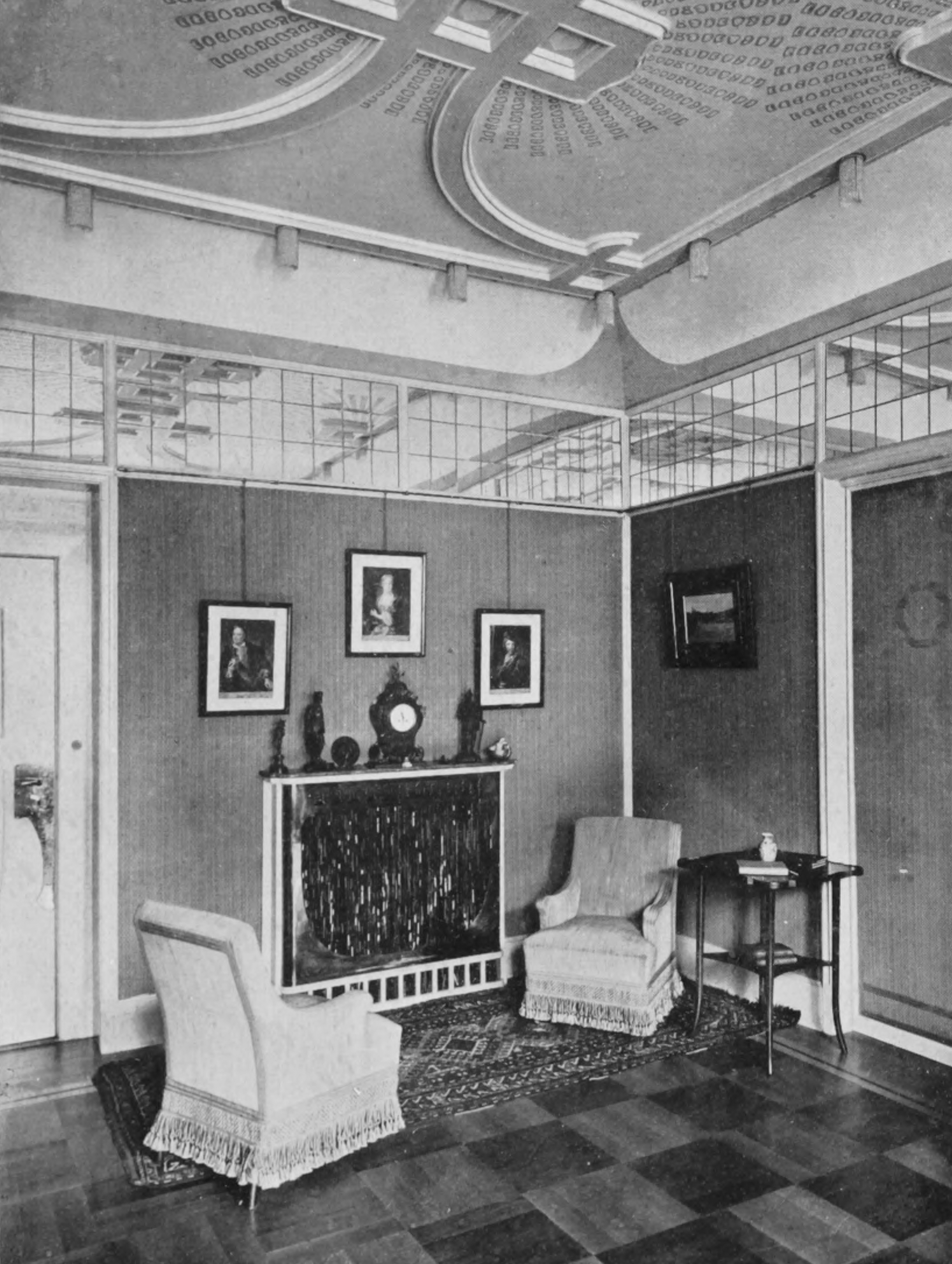
Salon

### Innenräume
Außer einem Warte- und Sprechzimmer für die Arztpraxis verfügte das Haus Zeller als ein Haus des gehobenen Bürgertums über mehrere Wohnzimmer, Schlafzimmer, Diensträume und Funktionsräume. Von der offenen Eingangshalle gelangte man in eine Vorhalle, in der die Haupttreppe, die große Halle und die Küche lagen. Das erste Stockwerk als eigentliches Wohngeschoss enthielt drei Wohnzimmer, drei Schlafzimmer, Speisezimmer und Bad. Das Mansardgeschoß, zu dem die Nebentreppe im seitlichen Türmchen führte, enthielt geräumige Kinderzimmer, Fremdenzimmer, Dienstbotenräume und eine offene Halle zum Wäschetrocknen. Das Kellergeschoss nahm die Funktionsräume auf: Waschküche, Bügelzimmer und Vorratsräume.

### Bauschmuck

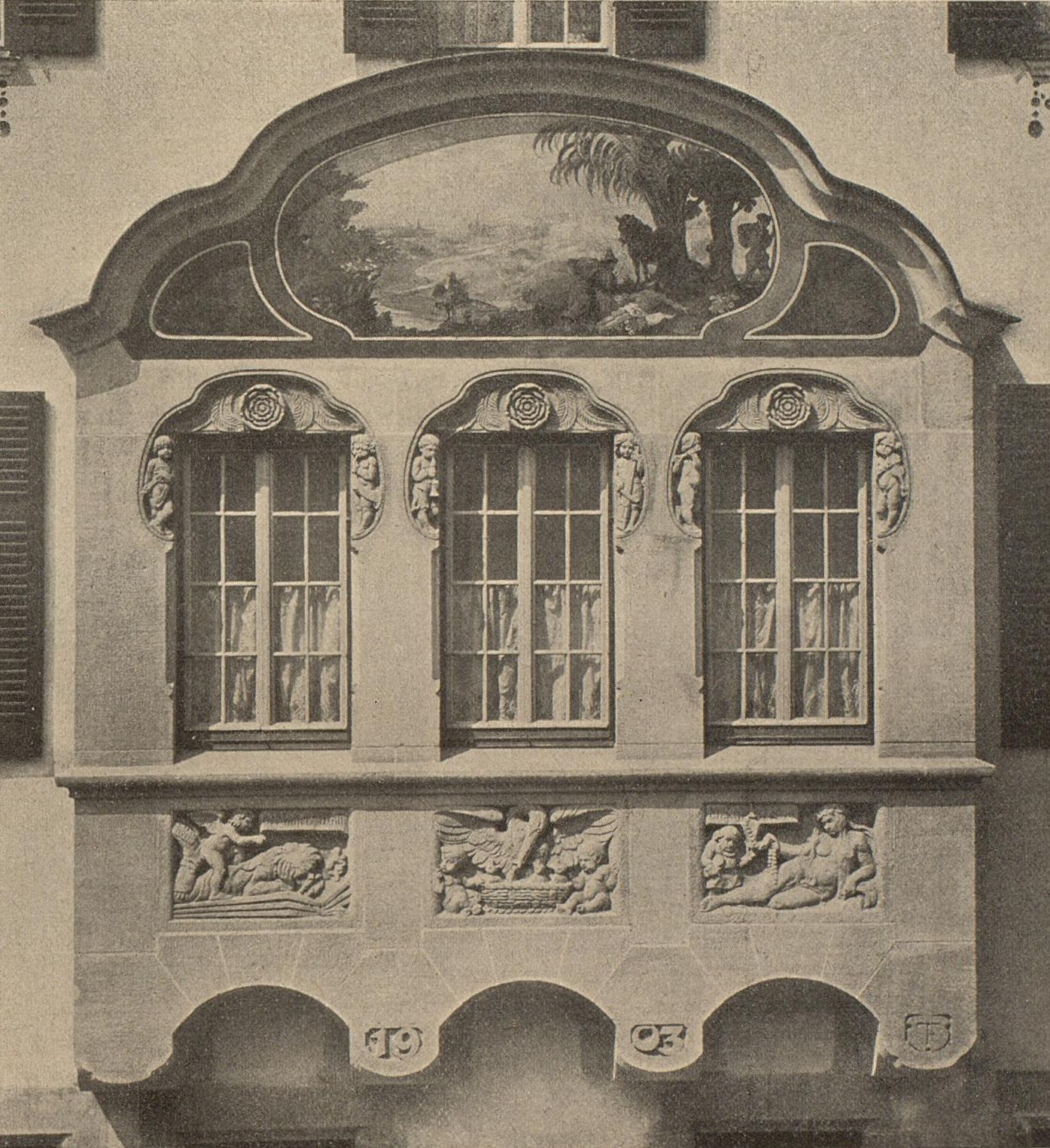
Haus Zeller, Erker

Ein prachtvoller Erker mit reichem plastischen und malerischen Schmuck bildete den zentralen Blickfang des Hauses Zeller. Ein Kupferdach in Form eines Fischerbogens über dem Erker schützte ein farbiges, ovales Medaillon mit einem Fresko des Stuttgarter Architekten, Malers und Bildhauers Gustav Halmhuber. Es stellte das Gleichnis vom barmherzigen Samariter dar, der sich eines Hilfsbedürftigen erbarmt. Das Bildnis spielte auf den Arztberuf des Bauherrn und das wohltätige
Wirken der Ärzte für ihre Patienten an.
Die Erkerfenster wurden von je einem eingetieften Fischerbogen über einem Rosenblütenrelief bekrönt. In die Ohren der Fenster zwängten sich sechs nackte musizierende Puttenfiguren des Bildhauers Jakob Brüllmann. Die Fensterbrüstungen des Erkers waren durch drei Reliefs, ebenfalls von Jakob Brüllmann geschmückt. Zwei Reliefs stellten Szenen aus Werken von Eduard Mörike dar, aus dem „Märchen vom sichern Mann“ (links) und aus der „Historie von der schönen Lau“ (rechts). Das mittlere Relief zeigte das Motiv des Pelikans, der nach der Legende seine Jungen mit Blut füttert. Die zapfenartigen Verlängerungen des Erkers trugen die Zahlen 19 und 03 für das Baujahr und in einem Wappenschild die Initialen TF des Architekten.
Die übrige Fassade bestand aus naturfarbigem Verputz, der durch Kratzputzverzierungen (Sgraffito) auf rotem und schwarzem Grund belebt wurde. Das auch hier vielfach wiederkehrende Motiv der Rose bezog sich auf das Zellersche Familienwappen. Außer im Erdgeschoss trugen die Fenster als Bekrönung Fischerbogen über einer Rosenblüte oder Wellenmuster, die Brüstungen waren mit Girlandenornamenten verziert. Zwei Rosenzweige flankierten das Doppelfenster im dritten Obergeschoss, und ein Rosenstock mit zwei Vögeln schmiegte sich um die oberste Giebelöffnung.

## Rezeption
„Die Fassade wirkt zwischen den nebenstehenden Zinskästen aus dem letzten Viertel des vorigen Jahrhunderts geradezu überraschend. Es mag hier vorweg gesagt sein, dass uns zwar die Stellung eines niederen Giebelhauses in eine Flucht höherer, würfelartig gebauter Häuser als gewagt erscheinen will; aber vielleicht liegt gerade darin jene überzeugende Sprache, die dem Hause eigen ist.“

„Die Strassen, die nur diesen Typus in immer wiederkehrendem Abstand von 3 m zeigen, haben immer etwas Unfertiges und Unbehagliches, und der Einblick in den Zwischenraum selbst ist meistens beleidigend. Es ist nun ein Hauptverdienst des Fischerschen Hauses, aus der Not der vorgeschriebenen seitlichen Abstände eine Tugend gemacht zu haben. Es ist eigentlich etwas ganz Selbstverständliches in diesem Fall einen Giebel nach der Strasse zu kehren und das Dach nach den seitlichen Zwischenräumen abfallen zu lassen, aber gerade solche Dinge müssen immer erst vorgemacht werden. … Bei der Strassenfront wirkt das freie Loslösen des ganzen Charakters und der Grundform von der konventionellen Art der Umgebung wie eine Wohltat. Klar und ruhig wie ein Wahrzeichen steht das Haus in dem sonst wenig anziehenden Strassenbild. Wenn eine Umgebung so wenig gutes zeigt wie dort, kann von einer Anpassung an die Umgebung wirklich keine Rede sein. Dagegen knüpft die Grundform und Materialverwendung an den guten schwäbischen Typus von früher her an, und in dem Sinne ist das Haus in der ganzen Strasse das einzige einheimische.“

„In die künstlerische Öde einer modernen Straße, deren Häuser durch je 3 m Bauwich voneinander getrennt sind und z. T. neben überladenen Schauseiten vernachlässigte Seiten zeigen, hat Professor Fischer das hier wiedergegebene Wohnhaus gesetzt als beredtes Beispiel, wie der viel gescholtene Bauwich zu einer überaus reizvollen Bauweise im Anschluß an beste einheimische Überlieferung benutzt werden kann. So ist das Zellersche Haus mit dem kräftig umrissenen, schlichten Giebel nach der Straße. mit der einfachen überzeugenden Gestaltung der Straßenfront, lediglich durch rhythmische Fensteranordnung und den prächtigen Erker in der Mitte, und mit der geschickten Belebung der Seiten zum Schmuckstück für die ganze Umgebung geworden.“

„Als ich in den Straßen Stuttgarts schlendernd zum erstenmal an dem Hause Dr. Zeller vorbeikam, blieb ich unwillkürlich stehen. Das war in der ewigen Leierkastenmelodie der Fassadenarchitektur ein ganz neuer Ton. Schon äußerlich hob sich das reine Weiß so frisch von dem schmutzigen Grau und Braun der mit Oelfarbe beschmierten Zementputzflächen ab. Und dann diese wundervolle natürliche Schlichtheit; die konnte nur ein ganz Großer hier wagen. … Man hat oft die Architektur mit der Dichtkunst verglichen; dieser Bau hat jedenfalls eine unverkennbar lyrische Stimmung. Wie neuere Komponisten alte Volkslieder, so hat Fischer hier das altschwäbische Giebelhaus zur Grundlage einer durchaus neuzeitlichen Schöpfung gewählt. … Bemerkenswert ist, daß man diese stille, poetische Schöpfung in der Schwabenresidenz anfangs gar nicht verstand. Sie wurde sogar im Faschingszug als ‚Scheune‘ verhöhnt. Heute freilich schämen sich die Stuttgarter dieses Unverstandes und wünschen, daß der schöne Bau nur eine etwas weniger trostlose Nachbarschaft bekäme.“

„So ganz eins dieses malerische Haus mit der umgebenden Natur erscheint, so isoliert steht das Haus Zeller zwischen den öden Mietskasernen der Stuttgarter Reinsburgstraße. So isoliert, daß, als es eben fertig war, die meisten Stuttgarter gar nicht merkten, wie innig und organisch es aus guter altschwäbischer Bauweise herausgewachsen war. Das hohe gebrochene Dach, der mächtige, der Straße zugewandte Giebel, der helle Verputz mit den vertieften Ornamenten, die dunkelgrünen Fensterläden – noch heute sind sogar in Stuttgart selbst, geschweige denn in den kleinen schwäbischen Städten und auf dem Land, die alten Häuser mit diesen Stilwahrzeichen in nicht geringer Zahl anzutreffen. Nur daß am Zellerhaus – und das war des Baumeisters gutes Recht – das Altväterische und Kleinstädtische ein wenig ins Vornehme, Patrizische hinaufgestimmt wurde.“